# 豊田徹也
豊田 徹也（とよだ てつや、本名同じ、1967年 - ）は、日本の漫画家。茨城県出身。
「このマンガがすごい! 2008」（宝島社）では、影響を受けたマンガとして下述の谷口ジロー作品（「特に80年代初頭～中期の作品」）を挙げている。

## 来歴
幼少時代から漫画を描く事が好きで、小学校低学年時代は『デビルマン』、高学年時は『こち亀』『ルパン三世』などをリスペクトした漫画を描いていた。
1989年、アフタヌーン四季賞夏のコンテストにて『のら犬のいない街に住みたくない』が準入選を受賞するもデビューにいたらず。長らく作品を発表しなかったが、2003年、買い取ってもらう目的で描き上げた『ゴーグル』で、アフタヌーン四季賞夏のコンテストの四季大賞を受賞しデビューする。虐待のために心を閉ざした少女と無職の青年との交流を描いた同作は、審査員の谷口ジローから「ほとんど完璧な作品だ。読んでいてドキドキした。周囲に漫画関係者や漫画家がいない状況で、独学でここまで表現力を高めた作者には敬意を表する。今回は全体的にレベルが高かったが、読み終わったとき、大賞はこの作品だと確信した。」と絶賛を受けた。
2004年10月より一年間にわたり作品『アンダーカレント』を『月刊アフタヌーン』（講談社）にて連載。その静謐な表現がマンガ評論家をはじめ一部で高く評価された。本作は2009年1月29日から2月1日までフランス・アングレームで開催されるアングレーム国際漫画祭に、2009年度オフィシャルセレクションの一つとして出展され（他の作品は『La Force des humbles』（平田弘史）、『神の雫』（原作亜樹直、作画オキモト・シュウ）、『闇金ウシジマくん』（真鍋昌平）、『顔泥棒』（伊藤潤二））、ほぼ同時期にフランス語訳されたものが発売された。さらに2009年、パリ郊外で開催されたJapan Expoにおいて第3回ACBDアジア賞を受賞。フランスのマンガ批評家らから「極めて日本的な背景と普遍的なテーマを同時に描いている」と評された。
『アンダーカレント』の連載終了時に「工場で働く」との言葉を残したのち、作品の発表が一時途絶える。その後、2006年12月25日発行の『彷書月刊』（特集：みんなでふるほんまんが、弘隆社）に2ページの書き下ろしを発表。さらに2007年末の『月刊アフタヌーン』にて読みきり短編『スライダー』を発表した。
2008年、オムニバス形式の作品『珈琲時間』の連載を『月刊アフタヌーン』同年7月号より開始。2009年11月号にて連載終了。
2014年12月7日発売の『good!アフタヌーン』2015年1月号（講談社）に、漆原友紀『蟲師』をさまざまな作家が描くトリビュート企画『蟲師外譚』の一話として、設定を現代に置いた中編『影踏み』が掲載された（単行本『蟲師外譚集』に収載）。
2017年5月、セミ書房発行の同人漫画雑誌『架空』第15号にフラナリー・オコナー原作のネーム『救う命は自分のかもしれない』を寄稿。
2020年、村上春樹の短編集『一人称単数』（文藝春秋）の装画を担当。また、同年7月に新型コロナウイルスを題材とした講談社のリレー漫画プロジェクト「MANGA Day to Day」Twitterにて新作『朗読屋リリィ』を発表した。

## 作品リスト
- ゴーグル（講談社『月刊アフタヌーン』2003年9月号）
- アンダーカレント[注釈 1]（『月刊アフタヌーン』2004年10月号～2005年1月号・3月号～6月号・8月号～10月号）
- 古書月の屋買取行（『彷書月刊』2007年1月号）
- スライダー（『月刊アフタヌーン』2008年1月号）
- 珈琲時間（『月刊アフタヌーン』2008年7月号～2009年11月号、全17回）
- ミスター・ボージャングル（『月刊アフタヌーン』2011年4月号）
- とんかつ（『月刊アフタヌーン』2012年10月号）
- 海を見に行く（『月刊アフタヌーン』2012年11月号）
- 影踏み（『good!アフタヌーン』2015年1月号）
- 救う命は自分のかもしれない（『架空』15号 2017年）
- 朗読屋リリィ(【MANGA Day to Day#46】Twitter 2020年7月30日)

## 書籍
- 豊田徹也 『アンダーカレント』 講談社〈アフタヌーンKCDX〉 2005年11月22日初版発行 ISBN 978-4-063-72092-1
- 豊田徹也 『珈琲時間』 講談社〈アフタヌーンKC〉 2009年12月22日初版発行 ISBN 978-4-063-10604-6
- 豊田徹也 『ゴーグル』 講談社〈アフタヌーンKCDX〉 2012年10月23日初版発行 ISBN 978-4-063-76717-9